# バンコク・エクスプレスウェイ・アンド・メトロ
バンコク・エクスプレスウェイ・アンド・メトロ (タイ語: ทางด่วนและรถไฟฟ้ากรุงเทพ,  英語: Bangkok Expressway and Metro Public Company Limited, BEM) は、タイの企業である。2015年12月、バンコク・エクスプレスウェイと、バンコク・メトロが合併し、再編成された。

## 高速道路事業
バンコク・エクスプレスウェイ (タイ語: ทางด่วนกรุงเทพ, 英語: Bangkok Expressway Public Company Limited, BECL) として1987年に設立された。タイ高速道路公社 (EXAT)と2020年までのBTO契約で、バンコクを中心に、SESと呼ばれる第2高速道路を運営している。
2024年現在、下記の道路の管理・運営を担当している。
- en:Si Rat Expressway 38.5km
- en:Prachim Ratthaya Expressway 16.7km
- en:Udon Ratthaya Expressway 32.0km

## 都市鉄道事業
バンコク・メトロ (タイ語: รถไฟฟ้ากรุงเทพ, 英語: Bangkok Metro Public Company Limited, BMCL) として1998年2月に設立された。
2024年現在、バンコクMRT路線のうち、下記の路線の運営を担当している。
- ブルーライン
- パープルライン

オレンジラインの運営も担当する予定である。

### 関連事業
Bangkok Metro Networks Ltd. を子会社に持ち、駅や鉄道車両などへの広告事業を展開している。
- パーク・アンド・ライドのための駐車場を運営している[6]。
- 11の駅構内において、Metro Mall を運営している[7]。